# Тахмасп I
Абдул Музафар Абул Фатех Султан Тахмасп или титуларно Тахмасп I (перс. تهماسب یکم) је био шах Ирана од 1524. до 1576. и други владар из Сафавидске династије.
Тахмасп је рођен 1514, у малом насељу Шахабад, као син шаха Исмаила I и његове супруге Таџлу Ханом. На престо је ступио већ као десетогодишњак. Његова владавина је обележена војним сукобима против Османлија, Узбека и Могулског царства. Предводећи војску са свега 14 година, победио је Узбеке у битци код Џема и протерао их ван својих граница. Пружио је азил и војну помоћ Хамајану, мугалском владару чију земљу је заузео Паштун Шер Шах Сури. Уз Тахмаспову велику помоћ, Хамајан је опет успоставио власт у Индији. Тахмасп је 1546. успешно заузео стратешки битан град Кандахар од Могула. Био је патрон бројних уметника и научника. За време његове владавине, поред свиле, велики капитал земљи су доносили чувени персијски теписи. Умро је маја 1576. у Казвину. Имао је 62 године.
Након његове смрти, је на царском двору завладао хаос, због сукоба двојице његових синова, Исмаила II и Мухамеда Ходабанде. Шах Тахмасп је био најдуговечнији владар који је владао над Персијом, владао је укупно 52 године.